# Menlough
Menlough (irl. Mionlach) – wieś w hrabstwie Galway w Irlandii.